# 信夫三山暁まいり
信夫三山暁まいり（しのぶさんざんあかつきまいり）とは旧正月14日にあたる毎年2月10日から11日に福島県福島市中心部にある信夫山で行われる神事。

## 概要
福島市市街地に隣接する信夫山。その信夫山を構成する羽山、羽黒山、熊野山の三峰を祀る山岳信仰であり400年近くの歴史を有する祭事である。日本一の大わらじを奉納する独自性から福島県を代表する祭事のひとつとして知られている。担ぎ手は地元有志の御山敬神会、地元商工会議所が参加しており、子供用のわらじの担ぎ手に地元小学生が参加している。
主なルートは信夫山の北峰に位置する御山地区をスタートし、反時計回りに福島駅東口から福島市の中心市街地を経て、信夫山南峰から信夫山に入山。
頂上の羽黒神社まで奉納する。
メディアでの扱いとして主だったものは、毎年地元コミュニティラジオの『FMポコ』で暁まいりの実況生放送を配信している（ネット配信による全国無料視聴可能）。
長さ12m、幅1,2ｍ、重さ約2tという巨大なわらじを運ぶ。

## 大わらじの巡行ルート
御山作業所(国道13号沿い) → 佐藤工業本社(飯坂街道沿い) → 福島成田山不動院 → 曽根田駅・MAXふくしま → 福島駅東口 → 福島市金融街(レンガ通り) → 福島稲荷神社(旧福島城下町地区氏神) → パセオ通り商店街 → 福島消防署 → 信夫山入山 → 黒沼神社(旧小山荒井村地区氏神)・福島縣護國神社 → 信夫山ガイドセンター → 羽黒神社(頂上)

## イベント
同日10日に『暁まいり福男福女競走』が催され、暁まいりで巡行する道筋に準ずるルートを競い合う。

## アクセス
開催日当日は、臨時の無料駐車場が信夫山南峰の各所に設けられる